# Kodjo Laba
Kodjo Fo-Doh Laba (ur. 27 stycznia 1992 w Lomé) – togijski piłkarz grający na pozycji napastnika.
Pierwszym profesjonalnym klubem Fo-Doh Laby był ASJA Lomé, a następnie Anges FC, z którym zdobył mistrzostwo Togo w 2013 roku. Następnie przeszedł do US Bitam. W sezonie 2015/2016 został wybrany najlepszym obcokrajowcem w gabońskiej ekstraklasie. Latem 2016 roku był na testach w Raja Casablanca. Ostatecznie trafił jednak do innego klubu z marokańskiej ekstraklasy – Renaissance Berkane. W 2019 przeszedł do Al-Ain FC.
W reprezentacji Togo zadebiutował 25 marca 2016 w przegranym 0:1 meczu z Tunezją. Selekcjoner Claude Le Roy powołał Fo-Doh Labę na Puchar Narodów Afryki 2017.